# La isla de hélice
"La isla de hélice" ("L’Île à hélice") es una novela del escritor francés Jules Verne aparecida de manera seriada en la "Magazine de ilustración y recreo" ("Magasin d’Education et de Récréation") desde el 1 de enero hasta el 15 de diciembre de 1895, y como libro en un solo tomó el 21 de noviembre de ese mismo año.

## Tema
Esta novela lleva a su clímax el tema de los grandes viajes marítimos, ya presentado en "Una ciudad flotante".

## Argumento
Un cuarteto de cuerda es secuestrado para llevar su música a través de una isla flotante, propulsada por hélices, que viaja a través del Océano Pacífico y en la que distinguidos huéspedes de los Estados Unidos reciben al cuarteto. Sin embargo, las disputas entre los dos grupos de la isla (católicos y cristianos) ponen en peligro la embarcación, y parece que nada podrá detener este cisma.

## Capítulos
- I El cuarteto concertante.
- II El valor de la música.
- III Un locuaz cicerone.
- IV Concertistas desconcertados.
- V “Standard Island” y “Milliard City”.
- VI Invitados involuntarios.
- VII Hacia el oeste.
- VIII Navegación.
- IX El archipiélago de las Hawái.
- X El paso de la línea.
- XI El archipiélago de las Marquesas.
- XII La isla Pomotu.
- XIII Estadía en Tahití.
- XIV De fiesta en fiesta.
- XV En las islas de Cook.
- XVI De isla en isla.
- XVII Fiyi y sus nativos.
- XVIII Cambio de propietarios.
- XIX Conflicto de poderes.
- XX El estado de la situación definido por Pinchinat.
- XXI Epílogo.

## Alusiones en otras artes
- El grupo musical avilesino Trasgu grabó la pieza "La isla de hélice", incluida en el álbum del mismo título, que fue publicado en 1983.